# Мишевсько
Ми́шевсько (болг. Мишевско) — село в Кирджалійській області Болгарії. Входить до складу общини Джебел.

## Населення
За даними перепису населення 2011 року у селі проживали 323 особи, з них 287 осіб (99,3%) — турки.
Розподіл населення за віком у 2011 році:
Динаміка населення: